# Stärkenanalyse
Die Stärkenanalyse ist ein Instrument, das in der Personalentwicklung Anwendung findet.
Sie ist die Grundlage des stärkenbasierten Ansatzes (engl. strength based approach) und Teil der sogenannten positiven Psychologie.
Mithilfe der Stärkenanalyse sollen individuelle Stärken eines Menschen objektiv beschrieben und bewertet werden. Die so ermittelten Stärken sollen die Grundlage für die weiterführende Arbeit der Personalentwicklung (z. B. im Rahmen eines Business Coaching oder Teambuilding) bilden.
Dieser Ansatz gründet auf der Annahme, dass die persönliche Entwicklung durch die Ausbildung von Stärken effizienter stattfindet als durch das Reduzieren von Defiziten. Entsprechend ist dieses Konzept eine Alternative zur klassischen, defizitären Psychologie.

## Anwendungsgebiete
Die Stärkenanalyse bildet die Grundlage für die Arbeit nach dem stärkenbasierten Ansatz. Je nach Ziel kann dieser bei
- Business Coaching
- Persönlichkeitsentwicklung
- Veränderung von Gewohnheiten
- Teamentwicklung
- Personalentwicklung
- Motivationstraining

Anwendung finden.

## Wirkungsweise
Der stärkenbasierte Ansatz beschreibt eine Stärke als das gleichzeitige Auftreten von Talent oder Begabung und einer Begeisterung für eine Tätigkeit. Entsprechend geht dieser Ansatz davon aus, dass bei der Ausübung dieser Tätigkeiten kein Widerstand vorhanden ist. Weiterhin wird davon ausgegangen, dass eine Verbesserung der Arbeitsergebnisse in bestimmten Tätigkeiten nur durch Training zu erreichen ist. Die aufzuwendende Energie für das Trainieren persönlicher Stärken ist im Verhältnis zur Reduzierung von Defiziten (bei denen ein großer Widerstand erwartet wird) relativ gering. Deshalb prognostiziert der stärkenbasierte Ansatz eine größere Wirkung in geringerer Zeit sowie eine steigende Motivation. Weiterhin soll durch das Arbeiten mit den Stärken die Energie, die Freude, das Selbstbewusstsein und die Widerstandsfähigkeit gesteigert werden.

## Vorgehensweise
Die Grundlage der Stärkenanalyse ist eine biografische Selbstreflexion, die bestenfalls durch einen ausgebildeten Coach begleitet wird. Die Stärken werden von tatsächlich erlebten Erfolgen sowie der Beschreibung des persönlichen Empfindens bei der Ausübung unterschiedlicher Tätigkeiten abgeleitet. Entscheidend wichtig ist, die Stärken anhand zuvor festgelegter Parameter zu erfassen.
Die so analysierten Stärken werden anhand der Ziele des Klienten in einem Trainingsplan zur Übung erfasst und trainiert.

## Kritik
Die Grundlage des stärkenbasierten Ansatzes (die positive Psychologie) ist bislang noch nicht ausführlich erforscht. Ein Beweis für die beschriebenen Wirkungen ist aus wissenschaftlicher Sicht nicht existent. Einzelfallstudien können hier aufgrund der geringen Beweiskraft lediglich eine Tendenz darstellen (vgl. Petermann), nicht aber als valider Beweis dienen.
Weiterhin ist die Erhebungsmethode das Narrative Interview wenig beweiskräftig, da die Beschreibungen des Klienten durch das Selbstbild beeinflusst werden und entsprechend nicht objektiv sind. Zudem stellt die Ermittlung tatsächlicher Stärken aufgrund der fehlenden Vergleichswerte eine hohe Fehlerwahrscheinlichkeit dar. Selbst ein ausgebildeter Coach kann durch das Filtern der Aussagen keine Sicherheit gewährleisten.
Mögliche retardierende Effekte können bei Menschen auftreten, die durch ihre Persönlichkeitsstruktur zu Überoptimierung neigen. Hier kann beispielsweise ein zu stark ausgeprägter Ehrgeiz zur Überlastung führen.